# 国鉄カ1形貨車
国鉄カ1形貨車（こくてつカ1がたかしゃ）は、かつて日本国有鉄道（国鉄）およびその前身である鉄道省等に在籍した10 t 積みの家畜車である。

## 概要
1928年（昭和3年）5月の車両称号規程改正によりカ519形、カ534形、カ536形、カ573形、カ581形、カ582形、カ583形、カ585形、カ611形、カ631形、カ651形、カ666形、カ667形、カ668形、カ708形、カ5610形 はカ1形1形式にまとめられ形式名変更された。
1934年（昭和9年）8月1日に簸上鉄道（ひかみてつどう）が国有化され、簸上鉄道に在籍していた車両4両（カ401 - カ404→カ240 - カ243）が本形式に編入された。また1937年（昭和12年）10月1日に北九州鉄道も国有化され、北九州鉄道に在籍していた1両（カ550→カ244）は本形式へ編入された。
以上合計245両（カ1 - カ255、10両欠）の車両が運用された。
種車は大半が1906年（明治39年）公布の鉄道国有法により国有化された以前の車両である。当時は高価である冷蔵車はあまり用いられず、生きたままの輸送が一般的であった。カ1形1形式にまとめられたが形態は様々である。この為外観からは形式名の識別は困難である。
車体塗色は黒一色であり、寸法関係は一例として、全長は7,012 mm、全幅は2,406 mm、全高は3,200 mm、実容積は24.5 m3、自重は5.7 t - 6.9 tである。
1952年（昭和27年）に「老朽貨車の形式廃車」の対象形式に指定され、同年6月26日通達「車管第1232号」により告示された。（当時の在籍車数は88両であった）
戦後未捕捉車が数両存在したため昭和34年度に調査が行われ在籍車なしが確認され形式消滅した。

### 種車履歴
| 旧形式名 | 形式番号      | 製造所                            | 旧所有者 | 備考                                                                  |
| -------- | ------------- | --------------------------------- | -------- | --------------------------------------------------------------------- |
| カ519形  | カ519 - カ520 | 山陽鉄道工場                      | 山陽鉄道 |                                                                       |
| カ534形  | カ534         | 神戸工場                          | -        | 1911年（明治44年）車両称号規程により、 カト5を形式化                  |
| カ536形  | カ536 - カ542 | 阪鶴鉄道工場                      | 阪鶴鉄道 |                                                                       |
| カ573形  | カ573 - カ580 | 関西鉄道四日市工場 東京車輛製造所 | 関西鉄道 |                                                                       |
| カ581形  | カ581         | 大阪鉄道湊町工場                  | 関西鉄道 |                                                                       |
| カ582形  | カ582         | 平岡工場                          | 参宮鉄道 |                                                                       |
| カ583形  | カ583 - カ584 | 京都鉄道工場                      | 京都鉄道 |                                                                       |
| カ585形  | カ585 - カ610 | 山陽鉄道工場                      | 山陽鉄道 |                                                                       |
| カ611形  | カ611 - カ630 | 山陽鉄道工場                      | 山陽鉄道 |                                                                       |
| カ631形  | カ631 - カ650 | 神戸工場                          | -        | 1911年（明治44年）車両称号規程により、 カト29 - カト48を形式化        |
| カ651形  | カ651 - カ665 | 新橋工場                          | -        | 1911年（明治44年）車両称号規程により、 カト14 - カト28を形式化        |
| カ666形  | カ666         | 神戸工場                          | -        | 1911年（明治44年）車両称号規程により、 カト1を形式化                  |
| カ667形  | カ667         | 新橋工場                          | -        | 1911年（明治44年）車両称号規程により、 カト2を形式化                  |
| カ668形  | カ668 - カ707 | 新橋工場 神戸工場                 | -        | 1911年（明治44年）車両称号規程により、カ49 - カ58 カ59 - カ88を形式化 |
| カ708形  | カ708 - カ807 |                                   | -        |                                                                       |
| カ5610形 |               |                                   |          |                                                                       |